# Conthey
Conthey és un municipi del cantó suís del Valais, cap del districte de Conthey.